# 10908 Каллештроетцель
10908 Каллештроетцель (10908 Kallestroetzel) — астероїд головного поясу, відкритий 7 грудня 1997 року.
Тіссеранів параметр щодо Юпітера — 3,209.